# Риок, Брюс
Брюс Дэ́вид Ри́ок (англ. Bruce David Rioch, английское произношение: [ˈriːɒk]; род. 6 сентября 1947, Олдершот, Гэмпшир) — британский футболист и тренер. Первый англичанин, который являлся капитаном сборной Шотландии.

## Карьера игрока
В сентябре 1964 года в возрасте 17 лет подписал профессиональный контракт с «Лутон Таун». Дебют за клуб состоялся в конце этого месяца, а в лиге дебютировал в ноябре этого же года в матче против «Саутенд Юнайтед». Проведя в клубе 5 сезонов, Брюс сыграл за него 149 матчей и в сезоне 1967/68 стал чемпионом Четвёртого дивизиона Футбольной лиги. В июле 1969 года перешёл в «Астон Виллу» за 100 000 фунтов стерлигов. С клубом дошёл до финала Кубка Футбольной лиги 1970/71, где проиграли «Тоттенхэму» со счётом 0:2.
В феврале 1974 года перешёл в «Дерби Каунти» и уже в первом сезоне стал чемпионом Первого дивизиона Футбольной лиги. В декабре 1976 года перешёл в ливерпульский «Эвертон», но уже в сентябре 1977 года вернулся обратно в «Дерби». Из-за разногласий с главным тренером, Томми Дохерти, Риок на правах аренды пошёл в «Бирмингем Сити», а потом в марте 1979 года в «Шеффилд Юнайтед». В 1980 году перешёл в клуб из Североамериканской футбольной лиги, «Сиэтл Саундерс». В «Торки Юнайтед» перешёл в 1981 году сначала как игрок, а со следующего года выполнял роль играющего тренера, заменив Фрэнка О’Фаррелла.

## Карьера тренера

### «Торки Юнайтед»
С июля 1982 года по январь 1984 года был играющим тренером «Торки Юнайтед». В феврале 1985 года был назначен главным тренером американского клуба «Сиэттл Сторм», но уже в сентябре этого же года вернулся в Англию.

### «Мидлсбро»
В феврале 1986 года был назначен тренером «Мидлсбро» и уже в сезоне 1986/87 вывел клуб из третьего дивизиона Футбольной лиги во второй. А уже в следующем сезоне вывел «Боро» в первый. Держась уверенно в первой половине турнирной таблицы в первой половине розыгрыша турнира, «Мидлсбро» скатился вниз и в последнем туре попал в зону вылета, хотя за весь сезон не попадал туда. Риок был уволен в марте 1990 года.

### «Миллуолл»
Управляя «Миллуоллом» 2 сезона, Брюс довёл клуб до плей-офф за выход в Первый дивизион Футбольной лиги, но «Львы» уже в первом матче проиграли «Брайтон энд Хоув Альбион» со счетом 2:6.

### «Болтон Уондерерс»
Следующим клубом Риока стал «Болтон Уондерерс», в котором он начал работать с мая 1992 года. Уже в сезоне 1992/93 в Кубке Англии выбил действующего обладателя кубка, «Ливерпуль». Также «Странники» в этом же сезоне заняли второе место в втором дивизионе Футбольной лиги, тем самым вышли в первый дивизион. В сезоне 1993/94 заняли 14-е место в первом дивизионе и доли до 1/4 финала Кубка Англии. В сезоне 1994/95 «Болтон» занял третье место в чемпионате и выиграл плей-офф, тем самым Брюс вывел клуб в Премьер-лигу. Также в этом сезоне клуб дошёл до финала Кубка Футбольной лиги, где «Уондерерс» проиграл «Ливерпулю» со счётом 1:2.

### «Арсенал»
Сезон 1995/96 оказался единственным для Брюса в качестве главного тренера столичного «Арсенала». В этом сезоне «канониры» заняли 5-е место в чемпионате, благодаря ошибкам «Эвертона», «Блэкберн Роверс» и «Тоттенхэм Хотспур» в последнем туре сезона, и получили право стартовать в Кубке УЕФА 1996/97 с первого раунда. Также клуб дошёл до полуфинала Кубка Футбольной лиги и до 3-го раунда Кубка Англии.
Был уволен в начале сезона 1996/97 из-за разногласий с руководством клуба по поводу покупки игрока миланского «Интера» Денниса Бергкампа

### «Куинз Парк Рейнджерс»
После ухода из «Арсенала» Брюс стал помощником главного тренера «Куинз Парк Рейнджерс» Стюарт Хьюстона, который был в свою очередь помощником Риока в «Арсенале». Проведя год, оба были уволены.

### «Норвич Сити»
В мае 1998 года Риок был назначен главным тренером «Норвич Сити». Потренировав клуб менее двух сезонов был уволен. Основная причина была та, что у Брюса не получалось выводить клуб в плей-офф за выход в Премьер-лигу. Он успешно предсказал, что звездный игрок Крейг Беллами будет неизбежно продан.

### «Уиган»
Риок тренировал «Уиган Атлетик» в течение сезона 2000/01. Он выиграл награду «Тренер месяца» в ноябре 2000 года. Но уже в феврале 2001 года был уволен.

### «Оденсе»
После продолжительной паузы Риок в июне 2005 года был назначен главным тренером датского «Оденсе». Уже в первом (2005/06) сезоне Риок помог клубу выиграть бронзовые награды Чемпионата Дании. 12 марта 2007 года Брюс решил покинуть клуб в связи болезни жены. Но СМИ утверждали, что поводом было разногласия между Риоком и клубом.

### «Ольборг»
В июне 2008 года Риок возглавил «Ольборг», после того как Эрик Хамрен возглавил норвежский «Русенборг». Основная цель для Риока были еврокубки. «Ольборг» стартовал со 2-го квалификационного раунда Лиги чемпионов УЕФА 2008/09. Пройдя боснийскую «Модричу» и литовский «Каунас», клуб вышел в групповую стадию, где одолев шотландский «Селтик», попал в раунд плей-офф Кубка УЕФА 2008/2009. Но за матчами в Кубке УЕФА Брюс наблюдал с трибунам, так как 23 октября 2008 года был уволен из-за того, что «Ольборг» имел только 2 победы в 10 матчах национального чемпионата и занимал предпоследнюю строчку.

### Статистика тренера
| Команда          | Страна | Начало работы | Завершение работы | Результаты | Результаты | Результаты | Результаты | Результаты | Результаты | Результаты | Результаты |
| Команда          | Страна | Начало работы | Завершение работы | И          | В          | Н          | П          | % побед    | МЗ         | МП         | РМ         |
| ---------------- | ------ | ------------- | ----------------- | ---------- | ---------- | ---------- | ---------- | ---------- | ---------- | ---------- | ---------- |
| Торки Юнайтед    | Англия | июль 1982     | январь 1984       | 72         | 31         | 26         | 15         | 43.06      |            |            |            |
| Сиэттл Сторм     | США    | февраль 1985  | сентябрь 1985     | 13         | 6          | 1          | 6          | 46.15      | 23         | 25         | -2         |
| Мидлсбро         | Англия | февраль 1986  | март 1990         | 205        | 82         | 52         | 71         | 40         |            |            |            |
| Миллуолл         | Англия | апрель 1990   | март 1992         | 100        | 36         | 24         | 40         | 36         |            |            |            |
| Болтон Уондерерс | Англия | май 1992      | июнь 1995         | 172        | 83         | 42         | 47         | 48.26      |            |            |            |
| Арсенал          | Англия | июнь 1995     | август 1996       | 47         | 22         | 15         | 10         | 46.81      |            |            |            |
| Норвич Сити      | Англия | июль 1998     | март 2000         | 93         | 30         | 31         | 32         | 32.26      |            |            |            |
| Уиган Атлетик    | Англия | июнь 2000     | февраль 2001      | 43         | 19         | 15         | 9          | 44.19      |            |            |            |
| Оденсе           | Дания  | июль 2005     | март 2007         |            |            |            |            |            |            |            |            |
| Ольборг          | Дания  | июнь 2008     | октябрь 2008      |            |            |            |            |            |            |            |            |

## Достижения

### Как игрок
Лутон Таун
- Чемпион Четвёртого дивизиона Футбольной лиги: 1967/68

Астон Вилла
- Финалист Кубка Футбольной лиги: 1971
- Чемпион Третьего дивизиона Футбольной лиги: 1971/72

Дерби Каунти
- Чемпион Первого дивизиона Футбольной лиги: 1974/75

### Как тренер
Мидлсбро
- Вице-чемпион Третьего дивизиона Футбольной лиги: 1986/87

Болтон Уондерерс
- Вице-чемпион Второго дивизиона Футбольной лиги: 1992/93
- Финалист Кубка Футбольной лиги: 1995